# Municipio de Eldorado (condado de Harlan)
El municipio de Eldorado (en inglés: Eldorado Township) es un municipio ubicado en el condado de Harlan en el estado estadounidense de Nebraska. En el año 2010 tenía una población de 56 habitantes y una densidad poblacional de 0,6 personas por km².

## Geografía
El municipio de Eldorado se encuentra ubicado en las coordenadas 40°2′17″N 99°27′13″O / 40.03806, -99.45361. Según la Oficina del Censo de los Estados Unidos, el municipio tiene una superficie total de 93.35 km², de la cual 93,32 km² corresponden a tierra firme y (0,03 %) 0,03 km² es agua.

## Demografía
Según el censo de 2010, había 56 personas residiendo en el municipio de Eldorado. La densidad de población era de 0,6 hab./km². De los 56 habitantes, el municipio de Eldorado estaba compuesto por el 98,21 % blancos y el 1,79 % eran de una mezcla de razas. Del total de la población el 1,79 % eran hispanos o latinos de cualquier raza.